# Воронкова, Ирина Андреевна
Ирина Андреевна Воронко́ва (20 октября 1995, Стамбул) — российская волейболистка, нападающая клуба «Локомотив» (Калининград) и сборной России. Мастер спорта международного класса.

## Спортивная биография
Раннее детство Ирины Воронковой прошло в Стамбуле, где в то время играл её отец Андрей Геннадьевич Воронков — известный российский волейболист, а впоследствии тренер, с 2013 по 2015 год возглавлявший мужскую сборную России. Мать Ирины, Светлана Анатольевна, — кандидат в мастера спорта по волейболу, работает старшим тренером команды Молодёжной лиги «Локомотив»-СШОР по ИВС (Калининград).
«Я уже с садика готовилась стать волейболисткой. Папа решил и это даже не обсуждалось», — рассказывала Ирина о начале своего спортивного пути. С одиннадцати лет она занималась волейболом в Москве, в СДЮСШОР-65 «Ника» у Ольги Николаевны Гебешт (Лещенко). В феврале 2011 года в Волгограде Ирина выиграла серебряную медаль первенства страны среди девушек и в том же сезоне, в 15 лет, в составе команды своей спортивной школы стала победительницей чемпионата России в первой лиге и даже дебютировала в Суперлиге, сыграв вместе с шестью подругами по «Нике» за московское «Динамо» в матче 21-го тура чемпионата России в Хабаровске против местного «Самородка».
Летом того же года Ирина Воронкова приняла приглашение от казанского «Динамо». В течение трёх сезонов она выступала в Молодёжной лиге и регулярно привлекалась к играм основной команды. 12 октября 2011 года юная доигровщица дебютировала в составе чемпионок России в драматичном матче против московского «Динамо», заменив по ходу стартовой партии Ирину Кузнецову и набрав за четыре неполных сета 5 очков. Во множестве матчей Суперлиги тренер казанской команды Ришат Гилязутдинов выпускал Воронкову по ходу партий на подачу.
В августе 2012 года в составе молодёжной сборной под руководством Светланы Сафроновой Ирина выступала на чемпионате Европы в Анкаре. Играя в амплуа диагональной нападающей, она набрала в 7 матчах 118 очков, став самым результативным игроком турнира, итогом которого для российской сборной стало 4-е место.
В первой половине сезона-2012/13 в матчах чемпионата России и на победном для динамовок финальном этапе Кубка страны Воронкова заменяла в стартовой шестёрке «Динамо-Казань» травмированную Лесю Евдокимову. В марте 2013 года она также стала серебряным призёром первенства Молодёжной лиги. В июне того же года в составе молодёжной сборной России была участницей чемпионата мира в Брно.
После завершения следующего очень успешного сезона, ознаменованного вторым в карьере золотом Суперлиги, победами в Лиге чемпионов и на клубном чемпионате мира, Ирина Воронкова перешла в «Заречье-Одинцово». В новом клубе она не только получила больше игровой практики, но и закрепилась на ведущих ролях.
С мая 2015 года Ирина Воронкова выступала за вторую и студенческую сборные России, которыми руководил наставник «Заречья» Вадим Панков. Она играла на «Монтрё Волей Мастерс», Европейских играх в Баку и завоевала золотую медаль Универсиады в Кванджу.
В сезоне-2015/16 Ирина Воронкова была лидером в нападении «Заречья-Одинцово». Личный рекорд по результативности в отдельном матче она установила в домашнем четвертьфинальном поединке Кубка вызова против парижского «Сен-Клу», заработав для своей команды 44 очка. В чемпионате России она имела третий показатель по результативности среди всех волейболисток Суперлиги — 349 очков в 20 матчах. По окончании клубного сезона Ирина вернулась в «Динамо-Казань» и получила приглашение в сборную России.
В мае 2016 года она работала с национальной командой на сборах в Анапе, но не попала в состав на Гран-при. В июле, на завершающем этапе подготовки к Олимпийским играм, вновь была вызвана в сборную. 8 августа в Рио-де-Жанейро провела первый официальный матч за команду Юрия Маричева, выйдя на замену в поединке группового этапа олимпийского турнира против южнокорейской сборной. Всего на Олимпиаде сыграла в 3 матчах и набрала 23 очка. Россиянки выбыли из борьбы после поражения в четвертьфинале от Сербии. В 2017 году Воронкова продолжила выступления за сборную России при новом главном тренере Владимире Кузюткине, причём в отборочном турнире чемпионата мира-2018 и на Гран-при играла в амплуа диагональной нападающей.
В составе казанского «Динамо» Ирина Воронкова в 2016—2018 годах дважды побеждала в розыгрышах Кубка России, а также завоевала Кубок Европейской конфедерации волейбола и две серебряных медали чемпионата страны. После завершения сезона-2017/18 перешла в новообразованный клуб «Локомотив» (Калининград), который возглавил её отец Андрей Воронков.
В сентябре 2019 года выиграла со сборной России бронзу Кубка мира. Летом 2021 года участвовала в Олимпийских играх в Токио, выходила в стартовом составе во всех матчах сборной Олимпийского комитета России.
В сезоне-2020/21 стала капитаном калининградского «Локомотива» и в его составе дважды побеждала в чемпионатах России. По итогам сезона-2020/21 Ирину Воронкову признали самым ценным игроком «Финала шести» и всего чемпионата Суперлиги. Годом позже она стала самым результативным игроком матчей плей-офф российского первенства, а после его завершения объявила о переходе в стамбульский «Эджзаджибаши». С турецкой командой дважды становилась серебряным призёром национального чемпионата, выиграла серебро Лиги чемпионов (2022/23) и золото клубного чемпионата мира (2023). Летом 2024 года стала бронзовым призёром чемпионата Индонезии в составе команды «Джакарта Попсиво Полван» и вернулась в калининградский «Локомотив». В сезоне-2024/25 помогла балтийской команде выиграть чемпионат и Кубок России, после чего перешла в китайский «Шанхай Брайт Юбест». 

## Достижения

### Со сборными
- Бронзовый призёр Кубка мира (2019).
- Чемпионка Универсиады (2015).
- Серебряный призёр Кубка Ельцина (2017, 2018).
- Серебряный призёр «Монтрё Волей Мастерс» (2018).
- Бронзовый призёр всероссийской Спартакиады (2022) в составе сборной ФТ Сириус.

### В клубной карьере
- Чемпионка России (2012/13, 2013/14, 2020/21, 2021/22, 2024/25), серебряный призёр чемпионата России (2016/17, 2017/18, 2018/19, 2019/20).
- Серебряный призёр Молодёжной лиги (2012/13).
- Обладательница Кубка России (2012, 2016, 2017, 2025), серебряный (2013, 2021) и бронзовый (2019) призёр Кубка России.
- Обладательница Суперкубка России (2019).
- Серебряный призёр чемпионата Турции (2022/23, 2023/24).
- Серебряный призёр Кубка Турции (2023/24).
- Победительница Лиги чемпионов (2013/14), серебряный призёр Лиги чемпионов (2022/23).
- Обладательница Кубка Европейской конфедерации волейбола (2016/17).
- Двукратная победительница клубных чемпионатов мира (2014, 2023), бронзовый призёр клубного чемпионата мира (2022).
- Бронзовый призёр чемпионата Индонезии (2024).

### Индивидуальные призы
- Самый результативный игрок молодёжного чемпионата Европы (2012).
- MVP чемпионата России (2020/21).
- Лучшая нападающая «Финала четырёх» Кубка России (2021).
- Вошла в символическую сборную «Финала шести» Кубка России (2025).